# Werner Nürnberg

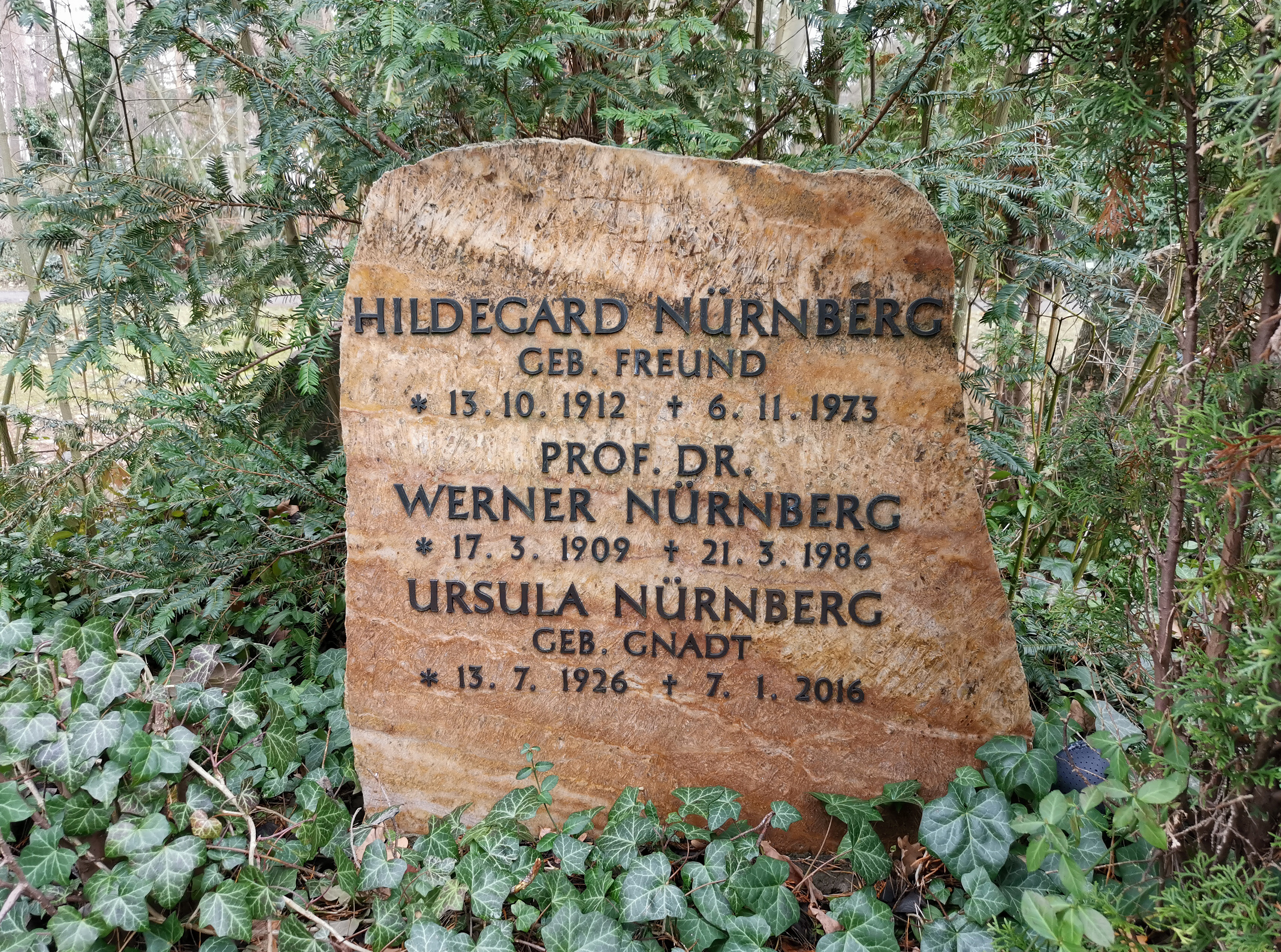
Grabstelle auf dem Waldfriedhof Zehlendorf in Berlin (Feld 44-107)

Werner Nürnberg (* 17. März 1909 in Essen; † 21. März 1986 in Berlin-Dahlem) war ein deutscher Professor für Elektrotechnik.

## Leben
Werner Nürnberg wuchs im Saarland auf. Ab dem Sommersemester 1928 studierte er an der Fakultät für Elektrotechnik der Technischen Hochschule Darmstadt. Er ergänzte seine Kenntnisse an der Sorbonne in Paris, wo er die Gelegenheit nutzte, Vorlesungen von Marie Curie zu besuchen. Nürnberg vollendete nach einem kurzen Abstecher zur Technischen Hochschule Berlin im Dezember 1932 seine Studien in Darmstadt.
Ab Januar 1933 begann Werner Nürnberg eine Tätigkeit als Berechnungs- und Prüffeldingenieur in der AEG-Großmaschinenfabrik Brunnenstraße in Berlin, die ihn bis zum Chefelektriker führte. Im März 1944 promovierte er an der Technischen Hochschule Berlin mit einem Beitrag über die Asynchronmaschine mit Doppelkäfigläufer zum Doktor-Ingenieur. Im September 1944 wurde er zum Kriegsdienst eingezogen. Nach Kriegsende nahm er seine Tätigkeit bei der AEG wieder auf, bis er nach seiner Habilitation im April 1946 ab Oktober desselben Jahres zunächst als außerordentlicher Professor und ab 1949 als ordentlicher Professor den Lehrstuhl für Elektrische Maschinen an der Technischen Universität Berlin übernahm.
Während seines Ordinariats entstanden Veröffentlichungen über antriebstechnische Fragen des Walzens, Probleme des Skineffekts und andere Sondergebiete der elektrischen Maschinen.  Mit seinen Büchern Die Asynchronmaschine und dem zuvor erschienenen Werk Die Prüfung elektrischer Maschinen (beide Werke wurden in mehreren Auflagen im wissenschaftlichen Springer-Verlag verlegt) gab er den Studenten und den praktizierenden Ingenieuren Hilfsmittel zur Berechnung der Asynchronmaschine und zur Prüfung aller gängigen Maschinentypen an die Hand. Zudem war er Mitherausgeber der theoretisch orientierten Fachzeitschrift Archiv für Elektrotechnik (heute: Electrical Engineering, Springer-Verlag). Am 31. März 1975 beendete er seine Lehrtätigkeit und zog sich als Emeritus in den Ruhestand zurück.
Werner Nürnberg starb, nur vier Tage nach seinem 77. Geburtstag, am 21. März 1986 in Berlin. Sein Grab befindet sich auf dem Waldfriedhof Zehlendorf.

## Publikationen
- Hanitsch, Nürnberg: Die Prüfung Elektrischer Maschinen, Springer-Verlag, Berlin
- Nürnberg: Die Asynchronmaschine, Springer-Verlag